# Bisdom Kolda

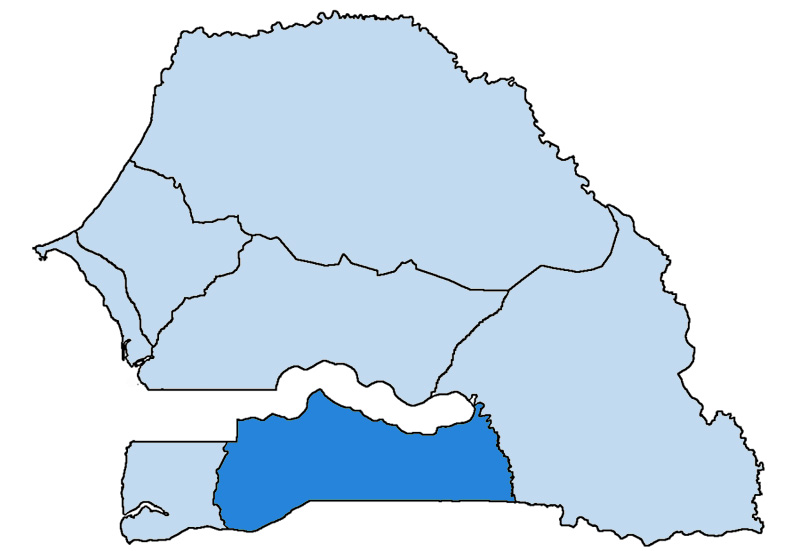
Het bisdom binnen Senegal

Het bisdom Kolda (Latijn: Dioecesis Koldaensis) is een rooms-katholiek bisdom met als zetel Kolda in Senegal. Het is een suffragaan bisdom van het aartsbisdom Dakar. Het werd opgericht in 1999 uit delen van het bisdom Ziguinchor. Hoofdkerk is de kathedraal Notre-Dame des Victoires.
In 2019 telde het bisdom 13 parochies. Het bisdom heeft een oppervlakte van 21.011 km² en omvat de regio's Sédhiou en Kolda. Het bisdom telde in 2019 1.166.000 inwoners waarvan 2,8% rooms-katholiek was.

## Geschiedenis
De oudste parochie is Sédhiou, opgericht in 1875. Daarna volgden Témento (1941), Kolda (1942) en Vélingara (1957). Bij de oprichting in 1999 telde het bisdom Kolda zes parochies.

## Bisschoppen
- Jean-Pierre Bassène (1999-)